# HD158819
HD158819 — хімічно пекулярна зоря спектрального класу B9, що має видиму зоряну величину в смузі V приблизно  7,5.
Вона  розташована на відстані близько 595,2 світлових років від Сонця.

## Пекулярний хімічний склад
Зоряна атмосфера HD158819 має підвищений вміст 
Si
.